# Seznam nositelů Nobelovy ceny

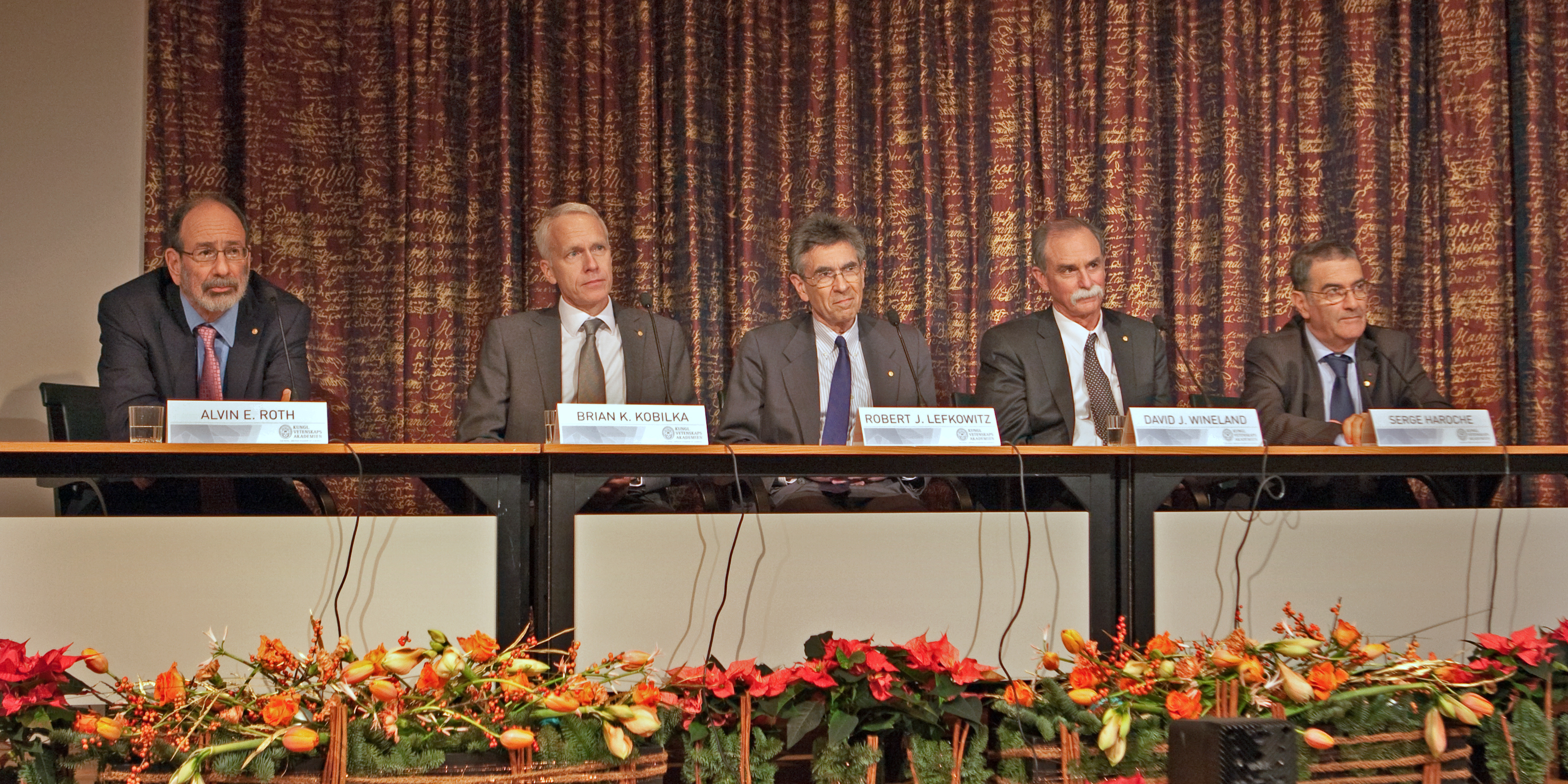
Nositelé Nobelovy ceny za rok 2012 během slavnostního ceremoniálu: zleva Alvin E. Roth, Brian Kobilka, Robert J. Lefkowitz, David J. Wineland a Serge Haroche.

Toto je seznam nositelů Nobelovy ceny. Nobelovy ceny (švédsky Nobelpriset, norsky Nobelprisen) udělují každoročně Královská švédská akademie věd, Švédská akademie, Institut Karolinska a norský Nobelův výbor jednotlivcům a organizacím, kteří se zasloužili o zásadní objevy v oblasti chemie, fyziky, literatury, míru a fyziologie a lékařství. Ceny začaly být udíleny na základě závěti Alfreda Nobela z roku 1895, které určuje, že ceny má spravovat Nobelova nadace. Nobelovu pamětní cenu za ekonomii začala v roce 1969 udílet Švédská centrální banka (Riksbank) za přínos v oblasti ekonomie. Každý nositel Nobelovy ceny obdrží zlatou medaili, diplom a finanční částku, o níž každoročně rozhoduje Nobelova nadace.

## Cena
Každou cenu uděluje samostatný výbor; Královská švédská akademie věd uděluje cenu za fyziku, chemii a ekonomii, Institut Karolinska za fyziologii a lékařství a norský Nobelův výbor uděluje cenu za mír. Každý oceněný obdrží medaili, diplom a finanční odměnu, která se v průběhu let měnila. V roce 1901 obdrželi nositelé prvních Nobelových cen 150 782 švédských korun, což se v prosinci 2017 rovnalo 8 402 670 švédským korunám. V roce 2017 byla nositelům udělena odměna ve výši 9 000 000 švédských korun. Ceny se každoročně předávají ve Stockholmu na slavnostním ceremoniálu 10. prosince, v den výročí Nobelova úmrtí.
V letech, kdy Nobelova cena není udělena z důvodu vnějších událostí nebo nedostatku nominací, se peněžní částka vrací do fondu. V letech 1940 až 1942 nebyla udělena kvůli vypuknutí druhé světové války.

## Nositelé
V rozmezí roků 1901–2017 byly Nobelovy ceny a Nobelovy pamětní ceny za ekonomii uděleny 585krát 923 osobám a organizacím. Vzhledem k tomu, že někteří obdrželi Nobelovu cenu víckrát, je to celkem 892 osobností (z toho 844 mužů a 49 žen) a 24 organizací. Šesti nositelům Nobelovy ceny jejich vlády nedovolily převzít cenu. Adolf Hitler zakázal čtyřem Němcům, Richardu Kuhnovi (chemie, 1938), Adolfu Butenandtovi (chemie, 1939), Gerhardu Domagkovi (fyziologie nebo medicína, 1939) a Carlu von Ossietzkymu (mír, 1936), převzít Nobelovu cenu. Čínská vláda zakázala Liou Siao-poovi převzít Nobelovu cenu (za mír, 2010) a vláda Sovětského svazu tlačila na Borise Pasternaka (za literaturu, 1958), aby svou cenu odmítl. Dva nositelé Nobelovy ceny, Jean-Paul Sartre (literatura, 1964) a Lê Ðức Thọ (mír, 1973), cenu odmítli; Sarte ji odmítl, protože odmítal všechna oficiální vyznamenání, a Tho ji odmítl kvůli situaci, v níž se Vietnam v té době nacházel.
Šest nositelů obdrželo více než jednu cenu; Mezinárodní výbor Červeného kříže obdržel Nobelovu cenu za mír třikrát. Úřadu Vysokého komisaře OSN pro uprchlíky byla dvakrát udělena Nobelova cena za mír. Nobelovu cenu za fyziku získal dvakrát také John Bardeen a Nobelovu cenu za chemii Frederick Sanger. Dva nositelé byli oceněni dvakrát, ovšem ne ve stejné oblasti: Marie Curie-Skłodowská (fyzika a chemie) a Linus Pauling (chemie a mír). Mezi 892 nositeli Nobelovy ceny je 48 žen; první ženou, která Nobelovu cenu získala, byla Marie Curie-Skłodowská, která obdržela Nobelovu cenu za fyziku v roce 1903. Byla také první osobou, které byly uděleny dvě Nobelovy ceny (fyzika, 1903 a chemie, 1911).

## Seznam nositelů
| Rok  | Fyzika                                                                        | Chemie                                                                | Fyziologie a lékařství                                              | Literatura                                   | Mír | Ekonomie                                                     |
| ---- | ----------------------------------------------------------------------------- | --------------------------------------------------------------------- | ------------------------------------------------------------------- | -------------------------------------------- | --- | ------------------------------------------------------------ |
| 1901 | Wilhelm Conrad Röntgen                                                        | Jacobus Henricus van 't Hoff                                          | Emil von Behring                                                    | Sully Prudhomme                              | Henri Dunant Frédéric Passy                                                                              | cena neexistovala                                            |
| 1902 | Hendrik Antoon Lorentz Pieter Zeeman                                          | Hermann Emil Fischer                                                  | Ronald Ross                                                         | Theodor Mommsen                              | Élie Ducommun Charles Albert Gobat                                                                       | cena neexistovala                                            |
| 1903 | Henri Becquerel Pierre Curie Marie Curie-Skłodowská                           | Svante Arrhenius                                                      | Niels Ryberg Finsen                                                 | Bjørnstjerne Bjørnson                        | William Randal Cremer                                                                                    | cena neexistovala                                            |
| 1904 | Lord Rayleigh                                                                 | William Ramsay                                                        | Ivan Petrovič Pavlov                                                | Frédéric Mistral José Echegaray y Eizaguirre | Mezinárodní ústav pro lidská práva                                                                       | cena neexistovala                                            |
| 1905 | Philipp Lenard                                                                | Adolf von Baeyer                                                      | Robert Koch                                                         | Henryk Sienkiewicz                           | Bertha von Suttnerová                                                                                    | cena neexistovala                                            |
| 1906 | Joseph John Thomson                                                           | Henri Moissan                                                         | Camillo Golgi Santiago Ramón y Cajal                                | Giosuè Carducci                              | Theodore Roosevelt                                                                                       | cena neexistovala                                            |
| 1907 | Albert Abraham Michelson                                                      | Eduard Buchner                                                        | Alphonse Laveran                                                    | Rudyard Kipling                              | Ernesto Teodoro Moneta Louis Renault                                                                     | cena neexistovala                                            |
| 1908 | Gabriel Lippmann                                                              | Ernest Rutherford                                                     | Ilja Mečnikov Paul Ehrlich                                          | Rudolf Christoph Eucken                      | Klas Pontus Arnoldson Fredrik Bajer                                                                      | cena neexistovala                                            |
| 1909 | Karl Ferdinand Braun Guglielmo Marconi                                        | Wilhelm Ostwald                                                       | Emil Theodor Kocher                                                 | Selma Lagerlöfová                            | Auguste Marie François Beernaert Paul Henri d'Estournelles de Constant                                   | cena neexistovala                                            |
| 1910 | Johannes Diderik van der Waals                                                | Otto Wallach                                                          | Albrecht Kossel                                                     | Paul Heyse                                   | Stálý mezinárodní výbor míru                                                                             | cena neexistovala                                            |
| 1911 | Wilhelm Wien                                                                  | Marie Curie-Skłodowská                                                | Allvar Gullstrand                                                   | Maurice Maeterlinck                          | Tobias Michael Carel Asser Alfred Hermann Fried                                                          | cena neexistovala                                            |
| 1912 | Nils Gustaf Dalén                                                             | Victor Grignard Paul Sabatier                                         | Alexis Carrel                                                       | Gerhart Hauptmann                            | Elihu Root                                                                                               | cena neexistovala                                            |
| 1913 | Heike Kamerlingh Onnes                                                        | Alfred Werner                                                         | Charles Richet                                                      | Rabíndranáth Thákur                          | Henri La Fontaine                                                                                        | cena neexistovala                                            |
| 1914 | Max von Laue                                                                  | Theodore William Richards                                             | Robert Bárány                                                       | —                                            | — | cena neexistovala                                            |
| 1915 | William Henry Bragg William Lawrence Bragg                                    | Richard Willstätter                                                   | —                                                                   | Romain Rolland                               | — | cena neexistovala                                            |
| 1916 | —                                                                             | —                                                                     | —                                                                   | Carl Gustaf Verner von Heidenstam            | — | cena neexistovala                                            |
| 1917 | Charles Glover Barkla                                                         | —                                                                     | —                                                                   | Karl Adolph Gjellerup Henrik Pontoppidan     | Mezinárodní výbor Červeného kříže                                                                        | cena neexistovala                                            |
| 1918 | Max Planck                                                                    | Fritz Haber                                                           | —                                                                   | —                                            | — | cena neexistovala                                            |
| 1919 | Johannes Stark                                                                | —                                                                     | Jules Bordet                                                        | Carl Spitteler                               | Woodrow Wilson                                                                                           | cena neexistovala                                            |
| 1920 | Charles Edouard Guillaume                                                     | Walther Hermann Nernst                                                | August Krogh                                                        | Knut Hamsun                                  | Léon Bourgeois                                                                                           | cena neexistovala                                            |
| 1921 | Albert Einstein                                                               | Frederick Soddy                                                       | —                                                                   | Anatole France                               | Hjalmar Branting Christian Lous Lange                                                                    | cena neexistovala                                            |
| 1922 | Niels Bohr                                                                    | Francis William Aston                                                 | Archibald Hill Otto Fritz Meyerhof                                  | Jacinto Benavente                            | Fridtjof Nansen                                                                                          | cena neexistovala                                            |
| 1923 | Robert Andrews Millikan                                                       | Fritz Pregl                                                           | Frederick Banting John James Rickard Macleod                        | William Butler Yeats                         | — | cena neexistovala                                            |
| 1924 | Manne Siegbahn                                                                | —                                                                     | Willem Einthoven                                                    | Władysław Reymont                            | — | cena neexistovala                                            |
| 1925 | James Franck Gustav Ludwig Hertz                                              | Richard Adolf Zsigmondy                                               | —                                                                   | George Bernard Shaw                          | Austen Chamberlain Charles Gates Dawes                                                                   | cena neexistovala                                            |
| 1926 | Jean Baptiste Perrin                                                          | Theodor Svedberg                                                      | Johannes Fibiger                                                    | Grazia Deleddaová                            | Aristide Briand Gustav Stresemann                                                                        | cena neexistovala                                            |
| 1927 | Arthur Holly Compton Charles Thomson Rees Wilson                              | Heinrich Otto Wieland                                                 | Julius Wagner-Jauregg                                               | Henri Bergson                                | Ferdinand Buisson Ludwig Quidde                                                                          | cena neexistovala                                            |
| 1928 | Owen Willans Richardson                                                       | Adolf Otto Reinhold Windaus                                           | Charles Nicolle                                                     | Sigrid Undsetová                             | — | cena neexistovala                                            |
| 1929 | Louis de Broglie                                                              | Arthur Harden Hans von Euler-Chelpin                                  | Christiaan Eijkman Frederick Hopkins                                | Thomas Mann                                  | Frank B. Kellogg                                                                                         | cena neexistovala                                            |
| 1930 | Chandrasekhara Venkata Raman                                                  | Hans Fischer                                                          | Karl Landsteiner                                                    | Sinclair Lewis                               | Nathan Söderblom                                                                                         | cena neexistovala                                            |
| 1931 | —                                                                             | Carl Bosch Friedrich Bergius                                          | Otto Heinrich Warburg                                               | Erik Axel Karlfeldt                          | Jane Addamsová Nicholas Murray Butler                                                                    | cena neexistovala                                            |
| 1932 | Werner Heisenberg                                                             | Irving Langmuir                                                       | Charles Scott Sherrington Edgar Douglas Adrian                      | John Galsworthy                              | — | cena neexistovala                                            |
| 1933 | Erwin Schrödinger Paul Dirac                                                  | —                                                                     | Thomas Morgan                                                       | Ivan Alexejevič Bunin                        | Norman Angell                                                                                            | cena neexistovala                                            |
| 1934 | —                                                                             | Harold Urey                                                           | George Whipple George Richards Minot William Parry Murphy           | Luigi Pirandello                             | Arthur Henderson                                                                                         | cena neexistovala                                            |
| 1935 | James Chadwick                                                                | Frédéric Joliot-Curie Irène Joliot-Curieová                           | Hans Spemann                                                        | —                                            | Carl von Ossietzky                                                                                       | cena neexistovala                                            |
| 1936 | Victor Franz Hess Carl David Anderson                                         | Peter Debye                                                           | Henry Hallett Dale Otto Loewi                                       | Eugene O'Neill                               | Carlos Saavedra Lamas                                                                                    | cena neexistovala                                            |
| 1937 | Clinton Joseph Davisson George Paget Thomson                                  | Walter Haworth Paul Karrer                                            | Albert Szent-Györgyi                                                | Roger Martin du Gard                         | Robert Cecil                                                                                             | cena neexistovala                                            |
| 1938 | Enrico Fermi                                                                  | Richard Kuhn                                                          | Corneille Heymans                                                   | Pearl S. Bucková                             | Nansenův mezinárodní úřad pro uprchlíky                                                                  | cena neexistovala                                            |
| 1939 | Ernest Orlando Lawrence                                                       | Adolf Butenandt Leopold Ružička                                       | Gerhard Domagk                                                      | Frans Eemil Sillanpää                        | — | cena neexistovala                                            |
| 1940 | Zrušeno kvůli druhé světové válce                                             | Zrušeno kvůli druhé světové válce                                     | Zrušeno kvůli druhé světové válce                                   | Zrušeno kvůli druhé světové válce            | Zrušeno kvůli druhé světové válce                                                                        | cena neexistovala                                            |
| 1941 | Zrušeno kvůli druhé světové válce                                             | Zrušeno kvůli druhé světové válce                                     | Zrušeno kvůli druhé světové válce                                   | Zrušeno kvůli druhé světové válce            | Zrušeno kvůli druhé světové válce                                                                        | cena neexistovala                                            |
| 1942 | Zrušeno kvůli druhé světové válce                                             | Zrušeno kvůli druhé světové válce                                     | Zrušeno kvůli druhé světové válce                                   | Zrušeno kvůli druhé světové válce            | Zrušeno kvůli druhé světové válce                                                                        | cena neexistovala                                            |
| 1943 | Otto Stern                                                                    | George de Hevesy                                                      | Henrik Dam Edward Adelbert Doisy                                    | —                                            | — | cena neexistovala                                            |
| 1944 | Isidor Isaac Rabi                                                             | Otto Hahn                                                             | Joseph Erlanger Herbert Spencer Gasser                              | Johannes Vilhelm Jensen                      | Mezinárodní výbor Červeného kříže                                                                        | cena neexistovala                                            |
| 1945 | Wolfgang Pauli                                                                | Artturi Ilmari Virtanen                                               | Alexander Fleming Ernst Boris Chain Howard Walter Florey            | Gabriela Mistralová                          | Cordell Hull                                                                                             | cena neexistovala                                            |
| 1946 | Percy Williams Bridgman                                                       | James Batcheller Sumner John Howard Northrop Wendell Meredith Stanley | Hermann Joseph Muller                                               | Hermann Hesse                                | Emily Greene Balch John Mott                                                                             | cena neexistovala                                            |
| 1947 | Edward Victor Appleton                                                        | Robert Robinson                                                       | Carl Ferdinand Cori Gerty Coriová Bernardo Houssay                  | André Gide                                   | Friends Service Council American Friends Service Committee                                               | cena neexistovala                                            |
| 1948 | Patrick Maynard Stuart Blackett                                               | Arne Tiselius                                                         | Paul Hermann Müller                                                 | Thomas Stearns Eliot                         | — | cena neexistovala                                            |
| 1949 | Hideki Jukawa                                                                 | William Giauque                                                       | Walter Rudolf Hess António Egas Moniz                               | William Faulkner                             | John Boyd Orr                                                                                            | cena neexistovala                                            |
| 1950 | Cecil Powell                                                                  | Otto Diels Kurt Alder                                                 | Philip Showalter Hench Edward Calvin Kendall Tadeus Reichstein      | Bertrand Russell                             | Ralph Bunche                                                                                             | cena neexistovala                                            |
| 1951 | John Douglas Cockcroft Ernest Thomas Sinton Walton                            | Edwin McMillan Glenn Seaborg                                          | Max Theiler                                                         | Pär Lagerkvist                               | Léon Jouhaux                                                                                             | cena neexistovala                                            |
| 1952 | Felix Bloch Edward Mills Purcell                                              | Archer John Porter Martin Richard Laurence Millington Synge           | Selman Abraham Waksman                                              | François Mauriac                             | Albert Schweitzer                                                                                        | cena neexistovala                                            |
| 1953 | Frits Zernike                                                                 | Hermann Staudinger                                                    | Hans Adolf Krebs Fritz Albert Lipmann                               | Winston Churchill                            | George Catlett Marshall                                                                                  | cena neexistovala                                            |
| 1954 | Max Born Walther Bothe                                                        | Linus Pauling                                                         | John Franklin Enders Frederick Chapman Robbins Thomas Huckle Weller | Ernest Hemingway                             | Úřad Vysokého komisaře OSN pro uprchlíky                                                                 | cena neexistovala                                            |
| 1955 | Willis Eugene Lamb Polykarp Kusch                                             | Vincent du Vigneaud                                                   | Hugo Theorell                                                       | Halldór Kiljan Laxness                       | — | cena neexistovala                                            |
| 1956 | John Bardeen Walter Houser Brattain William Bradford Shockley                 | Cyril Norman Hinshelwood Nikolaj Nikolajevič Semjonov                 | André Frédéric Cournand Werner Forßmann Dickinson W. Richards       | Juan Ramón Jiménez                           | — | cena neexistovala                                            |
| 1957 | Jang Čen-ning Li Čeng-tao                                                     | Alexander Robertus Todd                                               | Daniel Bovet                                                        | Albert Camus                                 | Lester B. Pearson                                                                                        | cena neexistovala                                            |
| 1958 | Pavel Alexejevič Čerenkov Ilja Frank Igor Jevgeněvič Tamm                     | Frederick Sanger                                                      | George Wells Beadle Edward Lawrie Tatum Joshua Lederberg            | Boris Leonidovič Pasternak                   | Dominique Pire                                                                                           | cena neexistovala                                            |
| 1959 | Emilio Gino Segrè Owen Chamberlain                                            | Jaroslav Heyrovský                                                    | Arthur Kornberg Severo Ochoa                                        | Salvatore Quasimodo                          | Philip Noel-Baker                                                                                        | cena neexistovala                                            |
| 1960 | Donald Arthur Glaser                                                          | Willard Libby                                                         | Frank Macfarlane Burnet Peter Brian Medawar                         | Saint-John Perse                             | Albert Lutuli                                                                                            | cena neexistovala                                            |
| 1961 | Robert Hofstadter Rudolf Ludwig Mössbauer                                     | Melvin Calvin                                                         | Georg von Békésy                                                    | Ivo Andrić                                   | Dag Hammarskjöld                                                                                         | cena neexistovala                                            |
| 1962 | Lev Davidovič Landau                                                          | Max Perutz John Kendrew                                               | Francis Crick James Dewey Watson Maurice Wilkins                    | John Steinbeck                               | Linus Pauling                                                                                            | cena neexistovala                                            |
| 1963 | Eugene Paul Wigner Maria Göppertová-Mayerová J. Hans D. Jensen                | Karl Ziegler Giulio Natta                                             | John Carew Eccles Alan Lloyd Hodgkin Andrew Fielding Huxley         | Jorgos Seferis                               | Mezinárodní výbor Červeného kříže Mezinárodní federace společností Červeného kříže a Červeného půlměsíce | cena neexistovala                                            |
| 1964 | Charles Hard Townes Nikolaj Gennadijevič Basov Alexandr Michajlovič Prochorov | Dorothy Crowfoot Hodgkin                                              | Konrad Bloch Feodor Lynen                                           | Jean-Paul Sartre                             | Martin Luther King                                                                                       | cena neexistovala                                            |
| 1965 | Šin’ičiró Tomonaga Julian Schwinger Richard Feynman                           | Robert Burns Woodward                                                 | François Jacob André Lwoff Jacques Monod                            | Michail Alexandrovič Šolochov                | Dětský fond Organizace spojených národů                                                                  | cena neexistovala                                            |
| 1966 | Alfred Kastler                                                                | Robert Mulliken                                                       | Francis Peyton Rous Charles Brenton Huggins                         | Šmu'el Josef Agnon Nelly Sachsová            | — | cena neexistovala                                            |
| 1967 | Hans Bethe                                                                    | Manfred Eigen Ronald George Wreyford Norrish George Porter            | Ragnar Granit Haldan Keffer Hartline George Wald                    | Miguel Ángel Asturias                        | — | cena neexistovala                                            |
| 1968 | Luis Walter Alvarez                                                           | Lars Onsager                                                          | Robert W. Holley Har Gobind Khorana Marshall Warren Nirenberg       | Jasunari Kawabata                            | René Cassin                                                                                              | cena neexistovala                                            |
| 1969 | Murray Gell-Mann                                                              | Derek Barton Odd Hassel                                               | Max Delbrück Alfred Hershey Salvador Luria                          | Samuel Beckett                               | Mezinárodní organizace práce                                                                             | Ragnar Frisch Jan Tinbergen                                  |
| 1970 | Hannes Alfvén Louis Néel                                                      | Luis Federico Leloir                                                  | Julius Axelrod Ulf von Euler Bernard Katz                           | Alexandr Solženicyn                          | Norman Borlaug                                                                                           | Paul A. Samuelson                                            |
| 1971 | Dennis Gabor                                                                  | Gerhard Herzberg                                                      | Earl Wilbur Sutherland                                              | Pablo Neruda                                 | Willy Brandt                                                                                             | Simon Kuznets                                                |
| 1972 | John Bardeen Leon Cooper John Robert Schrieffer                               | Christian B. Anfinsen Stanford Moore William Howard Stein             | Gerald Edelman Rodney Robert Porter                                 | Heinrich Böll                                | — | John Hicks Kenneth Arrow                                     |
| 1973 | Leo Esaki Ivar Giaever Brian David Josephson                                  | Ernst Otto Fischer Geoffrey Wilkinson                                 | Karl von Frisch Konrad Lorenz Nikolaas Tinbergen                    | Patrick White                                | Henry Kissinger Lê Ðức Thọ                                                                               | Wassily Leontief                                             |
| 1974 | Martin Ryle Antony Hewish                                                     | Paul John Flory                                                       | Albert Claude Christian de Duve George Emil Palade                  | Eyvind Johnson Harry Martinson               | Seán MacBride Eisaku Sató                                                                                | Gunnar Myrdal Friedrich August von Hayek                     |
| 1975 | Aage Niels Bohr Ben Roy Mottelson James Rainwater                             | John Cornforth Vladimir Prelog                                        | David Baltimore Renato Dulbecco Howard Martin Temin                 | Eugenio Montale                              | Andrej Dmitrijevič Sacharov                                                                              | Leonid Kantorovič Tjalling Koopmans                          |
| 1976 | Burton Richter Samuel Ting                                                    | William Lipscomb                                                      | Baruch Samuel Blumberg Daniel Carleton Gajdusek                     | Saul Bellow                                  | Betty Williamsová Mairead Maguireová                                                                     | Milton Friedman                                              |
| 1977 | Philip Warren Anderson Nevill Mott John Hasbrouck van Vleck                   | Ilja Prigogine                                                        | Roger Guillemin Andrew Schally Rosalyn Yalowová                     | Vicente Aleixandre                           | Amnesty International                                                                                    | Bertil Ohlin James Meade                                     |
| 1978 | Pjotr Leonidovič Kapica Arno Allan Penzias Robert Woodrow Wilson              | Peter D. Mitchell                                                     | Werner Arber Daniel Nathans Hamilton O. Smith                       | Isaac Bashevis Singer                        | Anvar as-Sádát Menachem Begin                                                                            | Herbert A. Simon                                             |
| 1979 | Sheldon Lee Glashow Abdus Salam Steven Weinberg                               | Herbert C. Brown Georg Wittig                                         | Allan McLeod Cormack Godfrey N. Hounsfield                          | Odysseas Elytis                              | Matka Tereza                                                                                             | Theodore Schultz Arthur Lewis                                |
| 1980 | James Watson Cronin Val Logsdon Fitch                                         | Paul Berg Walter Gilbert Frederick Sanger                             | Baruj Benacerraf Jean Dausset George Davis Snell                    | Czesław Miłosz                               | Adolfo Pérez Esquivel                                                                                    | Lawrence Klein                                               |
| 1981 | Nicolaas Bloembergen Arthur Leonard Schawlow Kai Siegbahn                     | Ken’iči Fukui Roald Hoffmann                                          | Roger W. Sperry David H. Hubel Torsten Wiesel                       | Elias Canetti                                | Úřad Vysokého komisaře OSN pro uprchlíky                                                                 | James Tobin                                                  |
| 1982 | Kenneth G. Wilson                                                             | Aaron Klug                                                            | Sune Bergström Bengt Samuelsson John Vane                           | Gabriel García Márquez                       | Alva Myrdalová Alfonso García Robles                                                                     | George Stigler                                               |
| 1983 | Subrahmanyan Chandrasekhar William Alfred Fowler                              | Henry Taube                                                           | Barbara McClintocková                                               | William Golding                              | Lech Wałęsa                                                                                              | Gérard Debreu                                                |
| 1984 | Carlo Rubbia Simon van der Meer                                               | Robert Bruce Merrifield                                               | Niels Kaj Jerne Georges Köhler César Milstein                       | Jaroslav Seifert                             | Desmond Tutu                                                                                             | Richard Stone                                                |
| 1985 | Klaus von Klitzing                                                            | Herbert A. Hauptman Jerome Karle                                      | Michael S. Brown Joseph L. Goldstein                                | Claude Simon                                 | Lékaři proti jaderné válce                                                                               | Franco Modigliani                                            |
| 1986 | Ernst Ruska Gerd Binnig Heinrich Rohrer                                       | Dudley Robert Herschbach Yuan Tseh Lee John Charles Polanyi           | Stanley Cohen Rita Leviová-Montalciniová                            | Wole Soyinka                                 | Elie Wiesel                                                                                              | James M. Buchanan                                            |
| 1987 | Johannes Georg Bednorz Karl Alexander Müller                                  | Donald J. Cram Jean-Marie Lehn Charles J. Pedersen                    | Susumu Tonegawa                                                     | Josif Brodskij                               | Óscar Arias                                                                                              | Robert Solow                                                 |
| 1988 | Leon Max Lederman Melvin Schwartz Jack Steinberger                            | Johann Deisenhofer Robert Huber Hartmut Michel                        | James W. Black Gertrude Belle Elionová George H. Hitchings          | Nagíb Mahfúz                                 | Mírové síly OSN                                                                                          | Maurice Allais                                               |
| 1989 | Norman Foster Ramsey Hans Georg Dehmelt Wolfgang Paul                         | Sidney Altman Thomas R. Cech                                          | J. Michael Bishop Harold E. Varmus                                  | Camilo José Cela                             | Tändzin Gjamccho                                                                                         | Trygve Haavelmo                                              |
| 1990 | Jerome Isaac Friedman Henry Way Kendall Richard Edward Taylor                 | Elias James Corey                                                     | Joseph Murray E. Donnall Thomas                                     | Octavio Paz                                  | Michail Gorbačov                                                                                         | Harry Markowitz Merton Miller William Forsyth Sharpe         |
| 1991 | Pierre-Gilles de Gennes                                                       | Richard R. Ernst                                                      | Erwin Neher Bert Sakmann                                            | Nadine Gordimerová                           | Aun Schan Su Ťij                                                                                         | Ronald H. Coase                                              |
| 1992 | Georges Charpak                                                               | Rudolph A. Marcus                                                     | Edmond H. Fischer Edwin G. Krebs                                    | Derek Walcott                                | Rigoberta Menchú                                                                                         | Gary Stanley Becker                                          |
| 1993 | Russell Alan Hulse Joseph Hooton Taylor                                       | Kary Mullis Michael Smith                                             | Richard John Roberts Phillip A. Sharp                               | Toni Morrisonová                             | Nelson Mandela Frederik Willem de Klerk                                                                  | Robert Fogel Douglass North                                  |
| 1994 | Bertram Brockhouse Clifford Shull                                             | George A. Olah                                                        | Alfred G. Gilman Martin Rodbell                                     | Kenzaburó Óe                                 | Jásir Arafat Šimon Peres Jicchak Rabin                                                                   | John Harsanyi John Forbes Nash Reinhard Selten               |
| 1995 | Martin Lewis Perl Frederick Reines                                            | Paul J. Crutzen Mario J. Molina Sherwood Rowland                      | Edward B. Lewis Christiane Nüssleinová-Volhardová Eric F. Wieschaus | Seamus Heaney                                | Józef Rotblat Pugwashské konference o vědě a světových záležitostech                                     | Robert Lucas mladší                                          |
| 1996 | David Morris Lee Douglas Dean Osheroff Robert Coleman Richardson              | Robert Curl Harold Kroto Richard Smalley                              | Peter C. Doherty Rolf Martin Zinkernagel                            | Wisława Szymborská                           | Carlos Filipe Ximenes Belo José Ramos-Horta                                                              | James Mirrlees William Vickrey                               |
| 1997 | Steven Chu Claude Cohen-Tannoudji William Daniel Phillips                     | Paul D. Boyer John E. Walker Jens Christian Skou                      | Stanley B. Prusiner                                                 | Dario Fo                                     | Mezinárodní kampaň za zákaz nášlapných min Jody Williams                                                 | Robert C. Merton Myron Scholes                               |
| 1998 | Robert B. Laughlin Horst Ludwig Störmer Cchuej Čchi                           | Walter Kohn John Pople                                                | Robert F. Furchgott Louis Ignarro Ferid Murad                       | José Saramago                                | John Hume David Trimble                                                                                  | Amartya Sen                                                  |
| 1999 | Gerardus 't Hooft Martinus J. G. Veltman                                      | Ahmed Zewail                                                          | Günter Blobel                                                       | Günter Grass                                 | Lékaři bez hranic                                                                                        | Robert Mundell                                               |
| 2000 | Žores Ivanovič Alfjorov Herbert Kroemer Jack Kilby                            | Alan J. Heeger Alan MacDiarmid Hideki Širakawa                        | Arvid Carlsson Paul Greengard Eric Kandel                           | Kao Sing-ťien                                | Kim Te-džung                                                                                             | James Heckman Daniel McFadden                                |
| 2001 | Eric Allin Cornell Wolfgang Ketterle Carl Wieman                              | William Standish Knowles; Rjódži Nojori Karl Barry Sharpless          | Leland H. Hartwell Tim Hunt Paul Nurse                              | V. S. Naipaul                                | Organizace spojených národů Kofi Annan                                                                   | George Akerlof Michael Spence Joseph Stiglitz                |
| 2002 | Raymond Davis mladší Masatoši Košiba Riccardo Giacconi                        | John Bennett Fenn Kóiči Tanaka Kurt Wüthrich                          | Sydney Brenner H. Robert Horvitz John Sulston                       | Imre Kertész                                 | Jimmy Carter                                                                                             | Daniel Kahneman Vernon L. Smith                              |
| 2003 | Alexej Alexejevič Abrikosov Vitalij Lazarevič Ginzburg Anthony James Leggett  | Peter Agre Roderick MacKinnon                                         | Paul Lauterbur Peter Mansfield                                      | John Maxwell Coetzee                         | Širín Ebadiová                                                                                           | Robert F. Engle Clive W. J. Granger                          |
| 2004 | David Jonathan Gross Hugh David Politzer Frank Wilczek                        | Aaron Ciechanover Avram Herško Irwin Rose                             | Richard Axel Linda B. Bucková                                       | Elfriede Jelineková                          | Wangari Maathaiová                                                                                       | Finn E. Kydland Edward C. Prescott                           |
| 2005 | Roy Glauber John Hall Theodor Hänsch                                          | Yves Chauvin Robert Grubbs Richard Schrock                            | Barry Marshall Robin Warren                                         | Harold Pinter                                | Mezinárodní agentura pro atomovou energii Muhammad Baradej                                               | Robert Aumann Thomas Schelling                               |
| 2006 | John C. Mather George F. Smoot                                                | Roger D. Kornberg                                                     | Andrew Z. Fire Craig C. Mello                                       | Orhan Pamuk                                  | Muhammad Yunus Grameen Bank                                                                              | Edmund S. Phelps                                             |
| 2007 | Albert Fert Peter Grünberg                                                    | Gerhard Ertl                                                          | Mario Capecchi Martin Evans Oliver Smithies                         | Doris Lessingová                             | Mezivládní panel pro změnu klimatu Al Gore                                                               | Leonid Hurwicz Eric Maskin Roger Myerson                     |
| 2008 | Jóičiró Nambu Makoto Kobajaši Tošihide Masukawa                               | Osamu Šimomura Martin Chalfie Roger Tsien                             | Harald zur Hausen Françoise Barré-Sinoussiová Luc Montagnier        | Jean-Marie Gustave Le Clézio                 | Martti Ahtisaari                                                                                         | Paul Krugman                                                 |
| 2009 | Charles Kuen Kao Willard Sterling Boyle George Elwood Smith                   | Venkatraman Ramakrishnan Thomas A. Steitz Ada Jonathová               | Elizabeth Blackburnová Carol W. Greiderová Jack W. Szostak          | Herta Müllerová                              | Barack Obama                                                                                             | Elinor Ostromová Oliver E. Williamson                        |
| 2010 | Andre Geim Konstantin Novoselov                                               | Richard F. Heck Eiči Negiši Akira Suzuki                              | Robert G. Edwards                                                   | Mario Vargas Llosa                           | Liou Siao-po                                                                                             | Peter A. Diamond Dale T. Mortensen Christopher A. Pissarides |
| 2011 | Saul Perlmutter Adam G. Riess Brian Schmidt                                   | Daniel Šechtman                                                       | Bruce Beutler Jules A. Hoffmann Ralph M. Steinman                   | Tomas Tranströmer                            | Ellen Johnsonová-Sirleafová Leymah Gboweeová Tawakkul Karmánová                                          | Thomas J. Sargent Christopher A. Sims                        |
| 2012 | Serge Haroche David J. Wineland                                               | Brian Kobilka Robert Lefkowitz                                        | John Gurdon Šin’ja Jamanaka                                         | Mo Jen                                       | Evropská unie                                                                                            | Alvin E. Roth Lloyd Shapley                                  |
| 2013 | François Englert Peter Higgs                                                  | Martin Karplus Michael Levitt Arieh Warshel                           | James Rothman Randy Schekman Thomas Südhof                          | Alice Munroová                               | Organizace pro zákaz chemických zbraní                                                                   | Eugene Fama Lars Peter Hansen Robert J. Shiller              |
| 2014 | Isamu Akasaki Hiroši Amano Shuji Nakamura                                     | Eric Betzig Stefan Hell William E. Moerner                            | John O'Keefe May-Britt Moserová Edvard Moser                        | Patrick Modiano                              | Kajláš Satjárthí Malála Júsufzajová                                                                      | Jean Tirole                                                  |
| 2015 | Takaaki Kadžita Arthur B. McDonald                                            | Tomas Lindahl Paul L. Modrich Aziz Sancar                             | William C. Campbell Satoši Ómura Tchu Jou-jou                       | Světlana Alexijevičová                       | Kvartet pro národní dialog                                                                               | Angus Deaton                                                 |
| 2016 | David J. Thouless Duncan Haldane Michael Kosterlitz                           | Jean-Pierre Sauvage Fraser Stoddart Ben Feringa                       | Jošinori Ósumi                                                      | Bob Dylan                                    | Juan Manuel Santos                                                                                       | Oliver Hart Bengt Holmström                                  |
| 2017 | Rainer Weiss Barry Barish Kip Thorne                                          | Jacques Dubochet Joachim Frank Richard Henderson                      | Jeffrey C. Hall Michael Rosbash Michael W. Young                    | Kazuo Ishiguro                               | Mezinárodní kampaň za zrušení jaderných zbraní                                                           | Richard Thaler                                               |
| 2018 | Arthur Ashkin Gérard Mourou Donna Stricklandová                               | Frances Arnoldová George P. Smith Gregory Winter                      | James P. Allison Tasuku Hondžó                                      | Olga Tokarczuková                            | Denis Mukwege Nadja Muradová                                                                             | William Nordhaus Paul Romer                                  |
| 2019 | James Peebles Michel Mayor Didier Queloz                                      | John B. Goodenough Michael Stanley Whittingham Akira Jošino           | William Kaelin Peter J. Ratcliffe Gregg L. Semenza                  | Peter Handke                                 | Abiy Ahmed                                                                                               | Abhijit Banerjee Esther Duflová Michael Kremer               |
| 2020 | Roger Penrose; Reinhard Genzel Andrea M. Ghezová                              | Emmanuelle Charpentierová Jennifer Doudnaová                          | Harvey J. Alter Michael Houghton Charles M. Rice                    | Louise Glücková                              | Světový potravinový program                                                                              | Paul Milgrom Robert B. Wilson                                |
| 2021 | Syukuro Manabe Klaus Hasselmann Giorgio Parisi                                | Benjamin List David MacMillan                                         | David Julius Ardem Patapoutian                                      | Abdulrazak Gurnah                            | Maria Ressaová Dmitrij Muratov                                                                           | David Card Joshua Angrist Guido Imbens                       |
| 2022 | Alain Aspect John F. Clauser Anton Zeilinger                                  | Carolyn R. Bertozziová Morten Meldal Karl Barry Sharpless             | Svante Pääbo                                                        | Annie Ernauxová                              | Ales Bjaljacki Memorial Centrum občanských svobod                                                        | Ben Bernanke Douglas Diamond Philip H. Dybvig                |
| 2023 | Pierre Agostini Ferenc Krausz Anne L'Huillierová                              | Moungi Bawendi Louis Brus Alexej Jekimov                              | Katalin Karikóová Drew Weissman                                     | Jon Fosse                                    | Narghís Mohammadiová                                                                                     | Claudia Goldinová                                            |
| 2024 | John Hopfield Geoffrey Hinton                                                 | David Baker Demis Hassabis John M. Jumper                             | Victor Ambros Gary Ruvkun                                           | Han Kang                                     | Nihon Hidankjó                                                                                           | Daron Acemoglu Simon Johnson James Alan Robinson             |
| Rok  | Fyzika                                                                        | Chemie                                                                | Fyziologie a lékařství                                              | Literatura                                   | Mír | Ekonomie                                                     |